# 中國工農紅軍第一方面軍
中国工农红军第一方面军，简称红一方面军，又称中央红军，与红二方面军和红四方面军并称为中国工农红军三大主力部队之一。

## 历史

### 成立
1930年6月11日，在李立三主导下召开的中国共产党中央政治局会议通过了《目前政治任务的决议》（即《新的革命高潮与一省或几省的首先胜利》），要求红军进攻各大中心城市，以配合当地工人暴动夺取政权，进而在短时期内夺取中国政权。在此要求下，红一军团准备进攻南昌，红三军团准备进攻长沙，但是由于红军实力仍然远逊于国民革命军，至当年8月，该计划以失败告终。红三军团虽然短暂占领长沙，但是无法坚守，在受到极大损失后撤出，相反，红一军团在朱德、毛泽东的率领下并未全力出击南昌，因而保存了较强的实力。

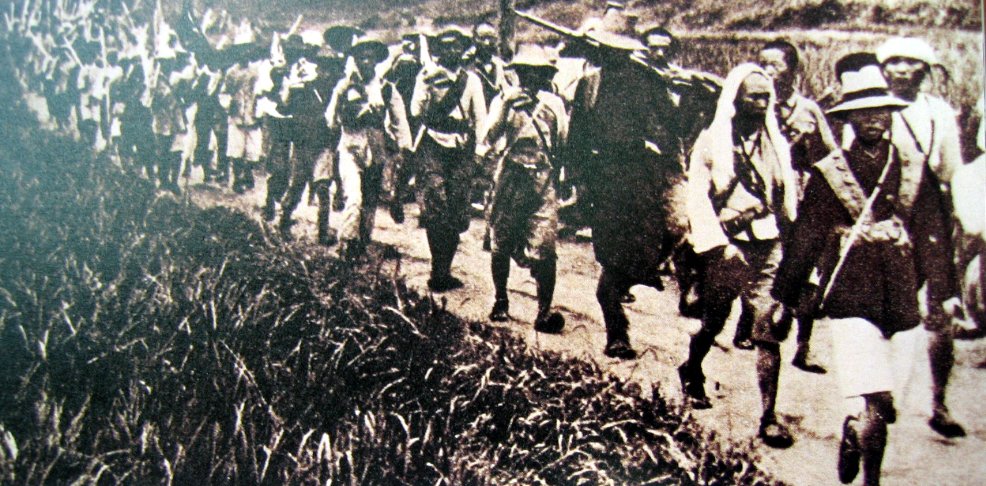
装备简陋的红一方面军在第一次反围剿战争

8月23日，红一军团和红三军团在湖南浏阳永和会师，双方自发组成红一方面军，并成立中共红一方面军总前敌委员会，朱德任总司令、毛泽东任总政治委员和总前委书记、朱云卿任参谋长、杨岳彬任政治部主任，全军共3万余人。红一方面军下辖红一军团和红三军团，红一军团由总前敌委员会兼任领导，红三军团由彭德怀任总指挥、滕代远任政治委员、邓萍任参谋长、袁国平任政治部主任。

### 编成
红一军团下辖红三军，军长黄公略、政治委员陈毅（蔡会文代之）、参谋长周子昆；红四军，军长林彪、政治委员林清泉（罗荣桓代之）、参谋长陈奇涵、政治部主任彭牿；第十二军，军长伍中豪（罗炳辉代之）、政治委员谭震林、参谋长林野、政治部主任谭政
红三军团辖：红五军，军长邓萍（兼任）、政治委员张纯清、政治部主任吴溉之；红八军，军长何长工、政治委员邓乾元、政治部主任袁国平（兼任）；红十六军，军长孔荷宠，政治委员黄志竞、政治部主任吴天骥。

### 苏区反围剿
红一方面军编成以后，并未取得中国共产党中央的承认，直到同年九月，中共中央再次要求红一方面军攻打长沙时，才默认了红一方面军的存在，9月，红一方面军从长沙郊外再次撤退，转而攻下了吉安，将赣江两岸的苏区连成一片，奠定了中央苏区的基础。10月25日，红一方面军到达江西新余罗坊，召开了罗坊会议，确定了先在农村巩固根据地，再进而解放城市的战略目标，这被视作毛泽东“农村包围城市”战略思想的形成。
第一次反围剿战争后，红三十五军和红七军先后归入红一方面军。1931年11月，中华苏维埃共和国及其中央革命军事委员会（简称“中革军委”）成立，红一方面军总部撤销，其所属部队统称中央红军，直属中革军委指挥。朱德任红军总司令，王稼祥任总政治部主任，毛泽东是作为中央人民委员会主席随中革军委活动。
1932年6月红一方面军总部恢复建制，下辖红一军团、红三军团、红五军团，朱德兼任方面军总司令，苏区中央局提议由周恩来兼任一方面军总政委，周、朱、王稼祥联名提议由毛泽东任总政委。最终毛泽东任总政治委员（后为周恩来代替），叶剑英任参谋长（后为刘伯承代替），王稼祥任政治部主任（后为杨尚昆代替）。在此期间，红一方面军经过多次扩编，除原有三个军团外，又增设了红七军团、红八军团、红九军团。宁都会议上，毛泽东失去了军事指挥权。1933年后，实际指挥权在李德手中。

### 长征
1934年10月，在第五次反围剿战争失败后，红一方面军被迫长征，一路遭受重大损失。1935年1月遵义会议后，第一方面军在毛泽东领导和指挥下，实行灵活机动的战略战术，调动和打击敌人，四渡赤水，南渡乌江，巧渡金沙江，摆脱了数十万国军的围堵；取得了战略转移的胜利；接着强渡大渡河，翻越雪山；6月，在四川懋功与红四方面军会师。所辖第一、三、五、九军团依次改为第一、三、五、三十二军。 
1935年8月8日中革军委为贯彻夏临洮战役计划，决定一、四方面军混合编组，组成左、右路军。右路军由红一方面里的红一、红三军和红四方面军的红四、红三十军组成，由中央率领，以徐向前为总指挥，陈昌浩为政委，叶剑英为参谋长。左路军以红四方面军的红九、三十一、三十三军和红一方面军的红五、红三十二军组成，由红军总司令部率领，以朱德为总指挥，张国焘为政委，刘伯承为参谋长。右、左两路军分别从毛儿盖、卓克基北上。同日军委发布命令，周恩来为红一方面军司令员兼政委，周昆任参谋长，李富春任政治部主任（李富春调任总政治部副主任后朱瑞继任）；陈昌浩正式担任总政治部主任。8月11日朱德、张国焘、周恩来、王稼祥、陈昌浩致电各部：为着加强与统一一方面军的领导与指挥，特组织一方面军司令部，并任命周恩来同志为一方面军司令员兼政治委员。特此通令、并转所属知照。
1935年8月20日，毛儿盖会议上，中央指出张国焘所坚持的主张是不适当的，确定了继续北上的方针。会议当天，李富春与周恩来联名发布《红一方面军北进前政治工作的指示》，指出：“争取洮夏战役的胜利，是赤化川陕等的关键，而在洮夏战役之前，我们更要经过相当时间的草地行军与可能战斗；因此在北进前必须在部队中进行充分的政治动员与必要的物质补充。”1935年8月21日，右路军开始北进过草地。李富春随三军团殿后。9月4日，中央任命周昆为红一方面军参谋长，任命朱瑞红一方面军政治部主任。
途中由于与张国焘发生分裂，9月10日　中共中央发布《为执行北上方针告同志书》，指出：“我们应该根据党中央正确战略方针，继续北进，大量消灭蒋介石、胡宗南的部队，创造川陕甘新苏区”；并指出南下是草地、雪山、老林，敌人在那里已筑成堡垒线，只能到西藏、西康，南下只能挨冻挨饿，白白牺牲，南下是没有出路的，是绝路。
9月12日，中共中央政治局在甘肃省迭部县俄界召开扩大会议。会议批准北上的决定，通过《中央关于张国焘同志的错误的决定》。会议决定红一军、红三军编为中国工农红军陕甘支队，继续北上。陕甘支队司令员彭德怀，政治委员毛泽东，政治部主任王稼祥。会议还决定成立毛泽东、周恩来、王稼祥、彭德怀、林彪五人团进行军事领导。李德、叶剑英、邓发、蔡树藩、罗迈五人组成编制委员会，主持部队整编工作。9月20日中共中央常委会议讨论组织部工作及地方干部等问题，并决定陕甘支队编制方案，除红一、红三军改为第一、二纵队外，原中央机关、红军总政治部等机关组成第三纵队，叶剑英任司令员，邓发任政治委员。9月22日在哈达铺，宣布红一、红三军改编为陕甘支队，下属三个纵队。第一纵队林彪为司令员，聂荣臻为政委；第二纵队彭雪枫为司令员，李富春为政委；第三纵队叶剑英为司令员，邓发为政委。
10月19日到达陕西吴起，与刘志丹率领的陕北红军会师。

### 改编
11月3日在甘泉县下寺湾，召开中共中央政治局会议。会议听取西北军委主席聂洪钧、陕甘晋省委副书记郭洪涛关于苏区、红军、肃反及劳山、榆林桥战役情况的汇报。随后，中央成立董必武等五人委员会负责此事。会议决定目前对外用中共西北中央局和苏维埃西北办事处的名义；成立西北革命军事委员会，毛泽东为主席，周恩来、彭德怀为副主席；恢复红一方面军番号，下属红一军团、红十五军团，彭德怀为红一方面军司令员，毛泽东为政治委员，林彪为红一军团长，聂荣臻为政治委员，徐海东为红十五军团长，程子华为政治委员。全军共1.1万余人。
1936年10月9日和10月22日，红一方面军先后与红四方面军、红二方面军会师，长征结束。1937年8月，红一方面军全军改编为八路军第一一五师，投入抗日战争。

## 方面军领导人
- 总司令：朱德（兼）
- 总政委：毛泽东（兼）、周恩来（1932年10月起兼）
- 总参谋长：朱云卿、叶剑英（1931.5）、刘伯承（1932.10）、叶剑英（1933.11）、刘伯承（1934.12）
  - 副总参谋长：张云逸
- 总政治部主任：毛泽东（兼，1931.3）、周以栗（代理，1931.5）、杨尚昆（1932.6）、袁国平（1933.6）、王稼祥
- 政治保卫局局长：李克农
- 副官长兼经理处处长：杨立三
- 供给部部长：叶季壮
- 兵站部部长：赵智材
- 卫生部部长兼政委：王立中
- 卫生部政委：朱良才（1934.12）